# آرامائیس ساهاکیان
آرامائیس ساهاکیان (به ارمنی: Արամայիս Սահակյան) (زاده ۲۴ مه ۱۹۳۶ میلادی در آرتسواشن، ارمنستان - وفات ۱۴ مارس ۲۰۱۳ میلادی در شهر ایروان)، یک شاعر، طنزپرداز، ناشر و مترجم اهل ارمنستان بود.

## زندگی‌نامه
آرامائیس ساهاکیان در سال ۱۹۶۰ میلادی از دانشگاه دولتی علوم پرورشی خاچاطور آبوویان ارمنستان فارغ‌التحصیل گردید و در سال ۱۹۶۷ میلادی دوره عالی ادبیات انجمن نویسندگان مسکو را به پایان برد. در سال‌های ۱۹۶۰ تا ۱۹۶۷ میلادی در نشریه «آوانگارد» و در سال‌های ۱۹۶۷ تا ۱۹۷۰ میلادی در هیئت تحریریه ماهنامه «گارون» (به ارمنی به معنی بهار)، قلم زده است. او همچنین با رادیو و تلویزیون ارمنستان همکاری داشته و سال‌ها سردبیر نشریه «وُزنی» (به ارمنی به معنی جوجه تیغی) بود.
ساهاکیان در نخستین دوره مجلس ارمنستان پس از فروپاشی اتحاد شوروی به نمایندگی پرداخت.

## شعری از آرامائیس ساهاکیان به نام (پروانه)
می‌دانم که پروانه - تنها - روزی زنده است
اما - دلم به حال آن پروانه می‌سوزد که غریب
در روزی مه آلود می‌زاید و می‌میرد
بی آنکه بداند روزهای آفتابی هم هست.

## شعری از آرامائیس ساهاکیان به نام (رشک)
بر تو رشک می‌برم
که چنین دوست داشتنی هستی و - عزیز
تنها برای دیدن تو حتی - به دنیا آمدن می‌ارزید.

## شعری از آرامائیس ساهاکیان به نام (در دور دست زمین)
پیوسته می‌پندارم که در جائی از دنیا
کسی بیمار است و داروئیش نیست
کسی تشنه ست و آبی نیست
کسی گرسنه است و نانی نیست
کسی را دردی ست جانکاه و بی پایان
لیک غمگساری نیست
و اکنون که باید آنان را جستجو کنیم و دریابیم
در جستجوی ستارگان دور دستانیم.